# Pedro Rubén Décima
Pedro Rubén Décima (* 10. März 1964 in Benjamín Aráoz, Departamento Burruyacú, Argentinien) ist ein ehemaliger argentinischer Boxer. Zwischen November 1990 und Februar 1991 war er WBC-Weltmeister im Superbantamgewicht. 

## Amateurkarriere
Pedro Rubén Décima nahm im Bantamgewicht an den Olympischen Spielen 1984 in Los Angeles teil und besiegte in der Vorrunde Tshoza Mukuta sowie im Achtelfinale Cemal Öner, ehe er im Viertelfinale gegen Dale Walters ausschied.

## Profikarriere
Nach den Olympischen Spielen wechselte er in das Profilager und erkämpfte sich bis 1990 eine Bilanz von 25 Siegen und 2 Niederlagen. Er besiegte dabei unter anderem Jesse Benavides und Julian Solis, seine Niederlagen erlitt er gegen Ramon Soria und Louie Espinoza. Ersteren schlug er jedoch in einem weiteren Kampf durch KO.
Am 5. November 1990 gewann er durch TKO in der vierten Runde gegen Paul Banke den WBC-Weltmeistertitel im Superbantamgewicht, den er in der ersten Titelverteidigung am 3. Februar 1991 durch TKO in der achten Runde an Kiyoshi Hatanaka verlor. Eine weitere Niederlage erlitt er im Juni 1992 gegen Rudy Zavala.
Seinen letzten Kampf bestritt er im Oktober 1993.
| Vorgänger  | Amt                                                                           | Nachfolger       |
| ---------- | ----------------------------------------------------------------------------- | ---------------- |
| Paul Banke | Boxweltmeister im Superbantamgewicht (WBC) 5. November 1990 – 3. Februar 1991 | Kiyoshi Hatanaka |